# Blaenau Gwent
Blaenau Gwent is een unitaire autoriteit in het zuiden van Wales, gelegen in het ceremoniële behouden graafschap Gwent en het historische graafschap Monmouthshire. De county borough heeft 70.000 inwoners.

## Plaatsen
- Abertillery
- Brynmawr
- Ebbw Vale (hoofdstad)
- Tredegar

Graafschappen: Anglesey · Carmarthenshire · Ceredigion · Denbighshire · Flintshire · Gwynedd · Monmouthshire · Pembrokeshire · Powys
County boroughs: Blaenau Gwent · Bridgend · Caerphilly · Conwy · Merthyr Tydfil · Neath Port Talbot · Rhondda Cynon Taf · Torfaen · Vale of Glamorgan · Wrexham
Steden: Cardiff · Newport · Swansea
Zie ook: behouden graafschappen (preserved counties) en de historische graafschappen